# Mișca (okręg Arad)
Mișca – wieś w Rumunii, w okręgu Arad, w gminie Mișca. W 2011 roku liczyła 1305 mieszkańców. 